# Manny & Lo
Manny & Lo (v anglickém originále Manny & Lo) je americký dramatický film z roku 1996. Režisérkou filmu je Lisa Krueger. Hlavní role ve filmu ztvárnili Scarlett Johansson, Aleksa Palladino, Mary Kay Place, Dean Silvers a Marlen Hecht.

## Obsazení
| Scarlett Johansson | Manny                    |
| Aleksa Palladino   | Lo                       |
| Mary Kay Place     | Elaine                   |
| Dean Silvers       | člen rodiny na předměstí |
| Marlen Hecht       | člen rodiny na předměstí |
| Forrest Silvers    | člen rodiny na předměstí |
| Tyler Silvers      | člen rodiny na předměstí |
| Lisa Campion       | obchodnice               |
| Paul Guilfoyle     | majitel domu             |